# Тадеуш Мостовський (архітектор)

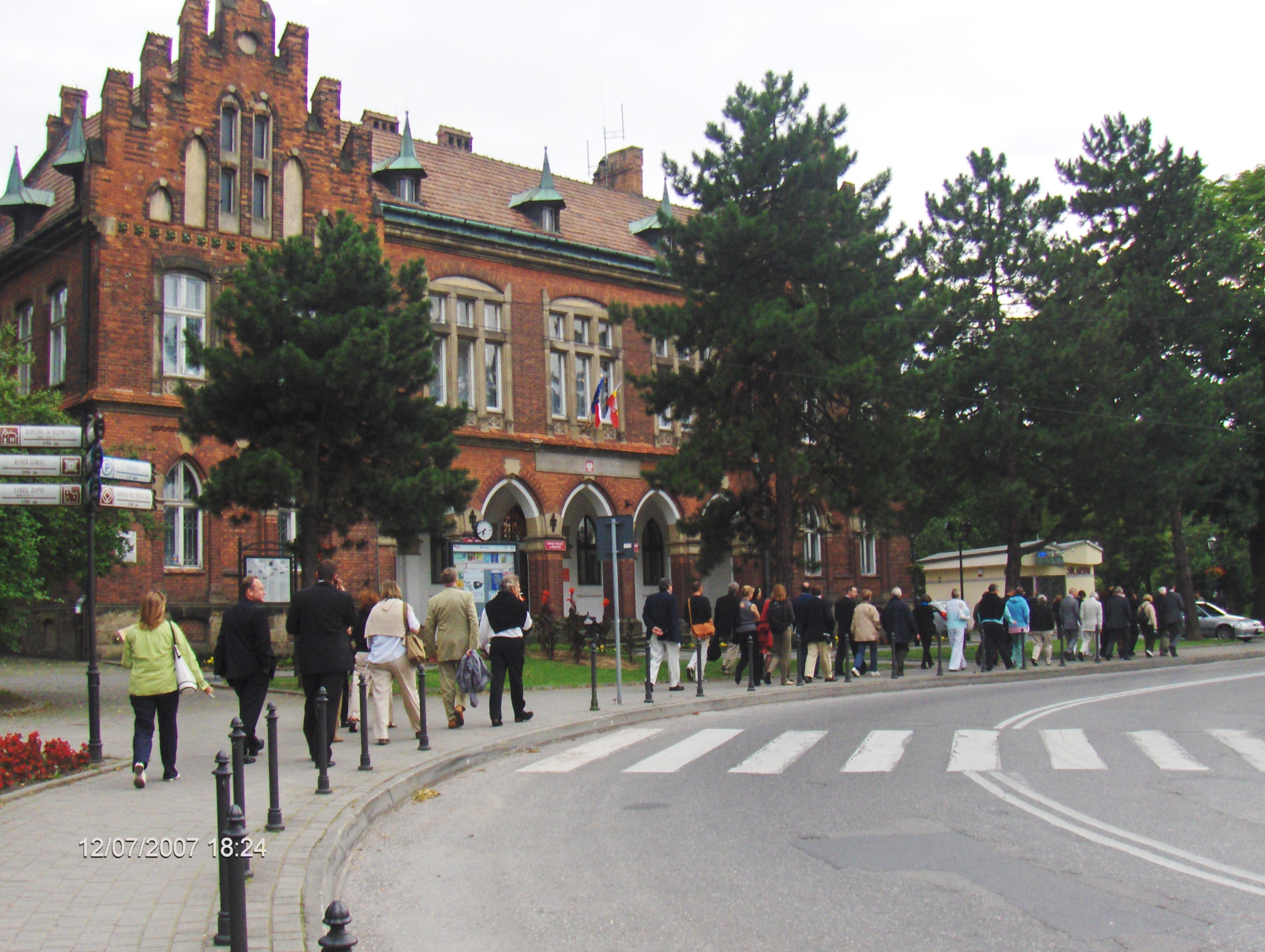
Дім староства у Величці (1898).

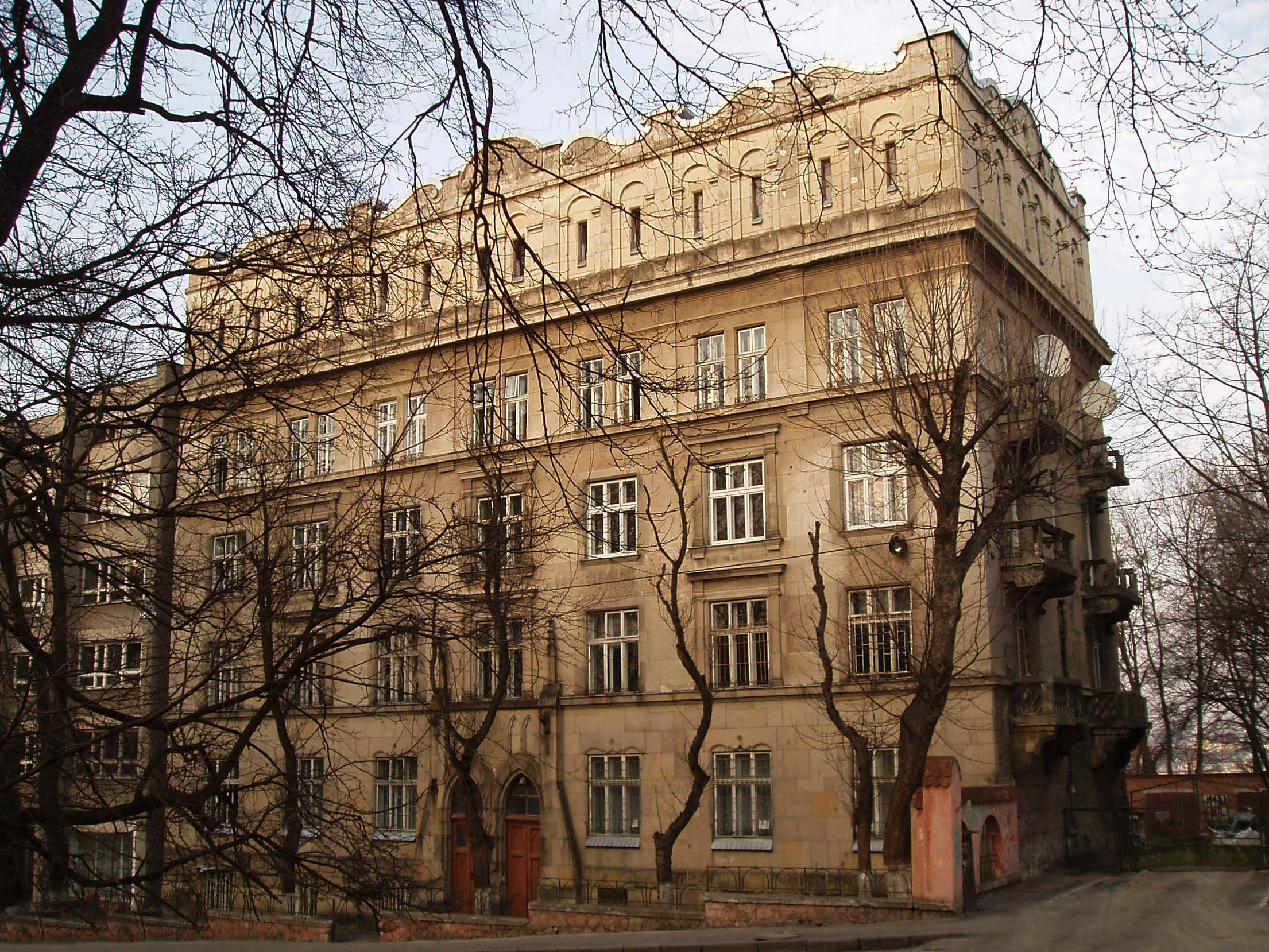
Дім на вулиці Самчука, 11 у Львові (1912).

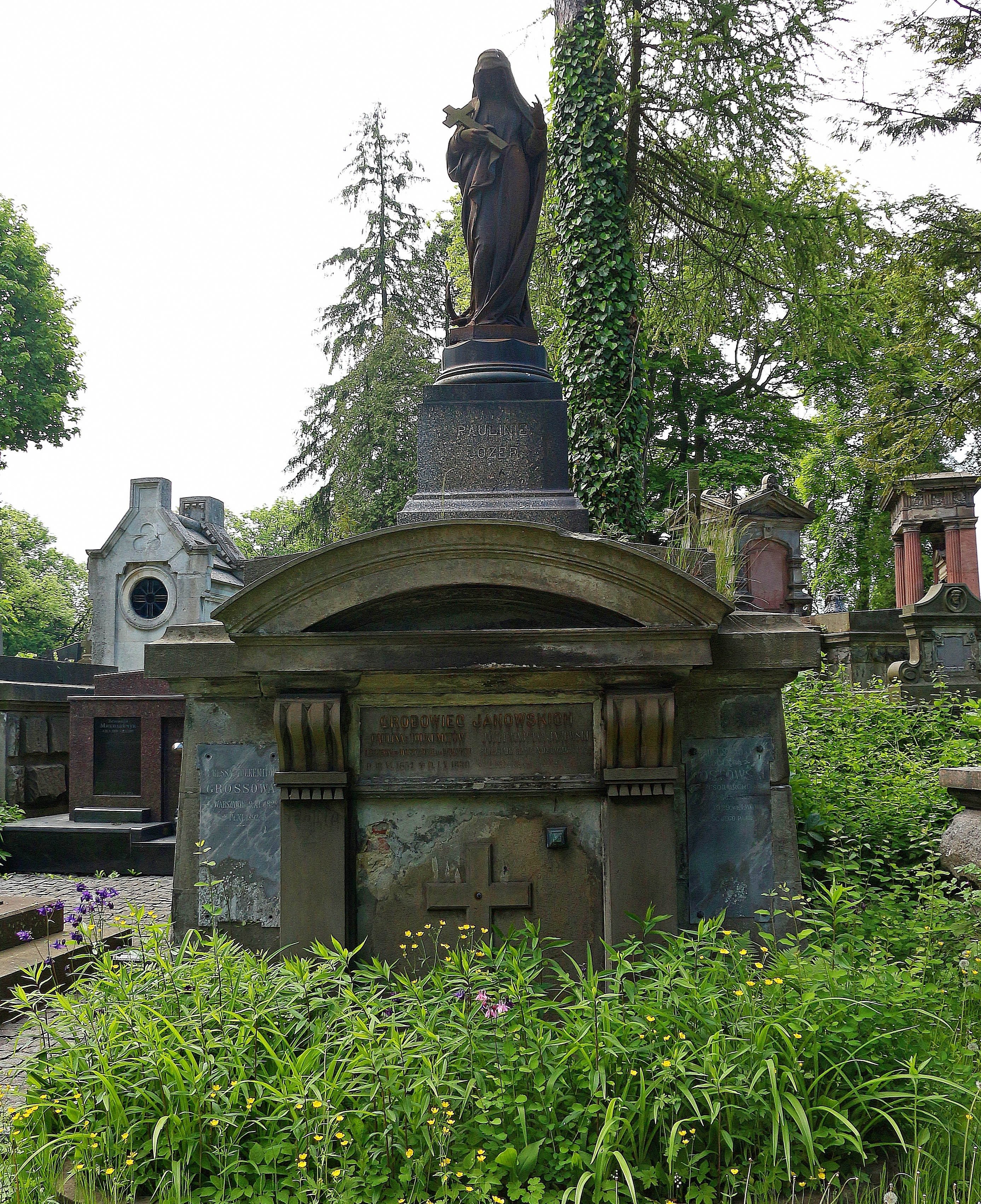

Тадеуш Адам Доленга Мостовський (пол. Tadeusz Adam Dolęga Mostowski 21 листопада 1860 Лішки — 6 січня 1929 Львів) — львівський архітектор.

## Біографія
Народився у Кракові[джерело?] у шляхетській родині. 1882 року закінчив Першу краківську реальну школу. Закінчив офіцерську школу в Берні. Протягом 1882–1888 років навчався на архітектурному факультеті Львівської політехніки. У Львові пройшов архітектурну практику. У 1891–1893 роках працював асистентом Густава Бізанца на кафедрі наземного будівництва. Від 1892 року член Політехнічного товариства у Львові. Уповноважений будівничий. Відкрив власне проєктне бюро на площі Солярні, 6 (нині площа Кропивницького). Від 1894 року викладав у львівській Державній промисловій школі на щойно організованому відділі будівництва, де працював до останнього року життя. Із часом очолив відділ. Був одружений із дочкою Юзефа Каетана Яновського. Під час Першої світової війни, як офіцер резерву був мобілізований до австрійського війська. Перебував в обложеному російськими військами Перемишлі, де потрапив у полон. Відбув чотири роки заслання у віддалених губерніях Росії. Повернувся до Львова 1918 року. Проживав на площі Ринок, 3. Помер у Львові, похований на 71 полі  Личаківського  цвинтаря.
Будівлі
- Проєкт школи, відзначений похвальним листом на гігієнічній виставці 1888 року у Львові.
- Павільйон Ф. Загурського на Будівельній виставці у Львові 1892 року.
- Житловий будинок на вулиці Лукіяновича, 5 (1893).
- Конкурсний проєкт ситуаційного плану Галицької крайової виставки у Львові, відзначений другою нагородою (до 1894).
- Павільйон США на Галицькій крайовій виставці 1894 року.
- Тимчасовий будинок театру «Руська бесіда» на нинішній вулиці Левицького (1894).
- Церква святого архангела Михаїла у селі Волошиново Старосамбірського району (1893).[3]
- Чиншовий будинок на вулиці Котельній, 10 у Львові (1896).[4]
- Неоготичний будинок Гірничої школи і музею у Величці (1898). Нині дім староства.[5]
- Будинок на вулиці Смольського, 1 у Львові (1908–1909).
- Будинок на нинішній вулиці Гвардійській, 17 (1909).
- Неоготична школа у селі Соколівка Буського району (1909–1910).
- Бурса фундації Феліції Боберської на нинішній вулиці Самчука, 11 у Львові (1912, будувала фірма Едмунда Жиховича).[6]
- Металево-скляне перекриття будинку фабрики на вулиці Городоцькій, 87 у Львові (1910–1911).[7]
- Будинок на вулиці Руській, 18 у Львові (1912).[8]
- Санаторій «Золотий хрест» у місті Криниці Малопольського воєводства (1920-ті).
- Будівля державної гімназії в Горлицях.
- Будинки на вулиці Інвалідів (тепер Батуринська), Джерельній, Кохановського (тепер Левицького).
- Проєкт розширення казарм жандармерії у Львові.
- Проєкт школи у селі Гвіздець.
- Прибуткові будинки в Самборі.